# Alejandro Lara Núñez
Alejandro Lara Núñez (Monagas, Venezuela, 24 de mayo de 1874-Caracas, Venezuela, 13 de julio de 1972) fue un abogado, empresario y político venezolano. Sus padres fueron Alejandro Lara Butto y Vicenta Núñez Romberg. 

## Trayectoria académica
Sus estudios los inició en el Colegio Federal de Maturín y en 1884 los continuó en el colegio de los padres irlandeses de Puerto España (Trinidad, 1884-1888). Regresa luego al Colegio Federal de Maturín donde se gradúa de bachiller el 11 de junio de 1891. Cursa la carrera de derecho en la Universidad Central de Venezuela, y obtiene el título de abogado y de doctor en ciencias políticas (1897). 

## Carrera política
En 1897, recién graduado, el general Nicolás Rolando, presidente del estado Sucre, lo nombra presidente de la Corte Suprema de dicho estado, en dicho cargo Alejandro Lara se convierte en apoderado de numerosas firmas comerciales. En 1924 es nombrado director del Banco de Venezuela. Fue uno de los pioneros como gerente de este banco el cual emitía papel moneda cuando no existía el Banco Central de Venezuela. Fue Miembro del Directorio de la Cervecería Caracas, de la Cervecería Nacional y de las compañías Telares de Caracas y Telares de Valencia.
Siendo director y asesor jurídico del Banco Venezolano de Crédito, redacta varios estatutos y establece por primera vez en Venezuela el derecho a utilidades para los empleados del banco en 1925. Fue Ministro de Hacienda del presidente Eleazar López Contreras desde el 1 de marzo de 1936., desde dicho cargo lleva a cabo la revaluación del bolívar a la paridad de Bs. 3,30 por 1 US $.
El 28 de abril fue nombrado como ministro de Relaciones Interiores. En ese mismo año, a raíz de los disturbios de febrero y mayo, presenta ante el Congreso de la República de Venezuela una ley de orden público que permitía disolver las manifestaciones populares cuando cumplieran con ciertos requisitos. Dicha ley es conocida como la Ley Lara en referencia a los tres toques de corneta que servían de amonestación a los manifestantes antes de la intervención de las fuerzas del orden. La ley Lara fue Instrumento jurídico aprobado en el Parlamento por el Gobierno de Eleazar López Contreras en junio de 1936, con la finalidad de controlar las manifestaciones políticas de la oposición y reprimirlas si era necesario.
Alejandro Lara Núñez fue el encargado del Ministerio de Trabajo y Comunicaciones en momentos de la promulgación de la Ley del Trabajo el 15 de julio de 1936 y Ministro plenipotenciario en Londres entre 1938 y 1939. En 1940, demanda, en representación de Enrique Pérez Dupuy, al Banco Central de Venezuela con motivo de la entrega de las reservas de oro del Banco Venezolano de Crédito.